# Godfrey Maxwell Dyer
Godfrey Maxwell Dyer, britanski general, * 1898, † 1979.